# Knema mixta
Knema mixta là loài thực vật thuộc họ Nhục đậu khấu. Đây là loài đặc hữu của Việt Nam.